# Eva Čížkovská
Eva Čížkovská (* 11. října 1965 Praha) je česká herečka.

## Filmografie (výběr)

### Filmy
- Hřbitov pro cizince (1991)
- Pilát Pontský, onoho dne (1991)
- Discopříběh 2 (1991)
- Bastardi (2010)
- Bastardi 2 (2011)
- Kameňák 4 (2013)
- Vánoční Kameňák (2015)
- Taxikář (2020)
- Bastardi 4: Reparát (2023)

### Televize
- Odpouštím Ti tatínku (1985)
- Chlapci a chlapi (1988)
- Největší z Pierotů (1990)
- Hříchy pro diváky detektivek (1995)
- Hospoda (1996)
- Život na zámku (1998)
- Ordinace v růžové zahradě (2006)
- Doktoři z Počátků (2014)
- Bastardi (2014)
- Semestr (2016)
- Ohnivý kuře (2016)
- Modrý kód (2017)
- Krejzovi (2019)
- Zoo: Nové Začátky (2025)
- Kameňák (2019)